# Punsalmaagiin Ochirbat
Dans ce nom mongol, le nom de famille, Punsalmaagiin, précède le nom personnel.
Punsalmaagiin Ochirbat (en mongol : Пунсалмаагиийн Очирбат), né en Zavkhan (République populaire mongole) le 23 janvier 1942 et mort le 17 janvier 2025 à Oulan-Bator (Mongolie), est un homme d'État mongol, président de son pays de 1990 à 1997. Il a été membre de la Cour constitutionnelle de Mongolie, Il a été le premier président de la Mongolie à être élu au suffrage universel direct.

## Biographie
Punsalmaagiin Ochirbat est né le 23 janvier 1942 dans le district de Tüdevtei, province de Zavkhan. Son père est originaire de la province de Govi-Altaï. Il a adopté le nom de sa mère « Punsalmaa » après la mort de son père en 1947. De 1951 à 1960, il a fréquenté l'école à Oulan-Bator, puis a étudié à l'École supérieure des mines de Leningrad, dont il a obtenu un diplôme en ingénierie minière en 1965. La même année, il est retourné à Oulan-Bator et a rejoint le Parti révolutionnaire du peuple mongol.
Punsalmaagiin Ochirbat fut nommé président du Présidium (chef d'État titulaire) du Grand Khoural populaire le 21 mars 1990, à la suite de la démission de Jambyn Batmönkh et d'autres dirigeants du gouvernement à la suite de la révolution démocratique de 1990 en Mongolie. Il fut réélu au Grand Khoural populaire lors des élections parlementaires de juillet 1990, puis choisi par les membres du Khoural pour le poste nouvellement créé de président de la République populaire mongole. La nouvelle Constitution de 1992 changea le nom officiel du pays en Mongolie et le titre officiel d'Ochirbat en « président de la Mongolie et commandant en chef des forces armées ». La nouvelle constitution fixa également de nouvelles élections présidentielles, les premières à être décidées par un vote populaire direct, pour l'année suivante, en 1993.
En politique étrangère, Punsalmaagiin Ochirbat a appelé à une réorientation de la politique étrangère mongole afin d'élargir la coopération internationale avec toutes les nations, en particulier avec les deux puissants voisins de la Mongolie, la Chine et la Russie. Il a rejeté le transport et le stationnement d'armes de destruction massive en Mongolie et a déclaré la Mongolie zone dénucléarisée. En 1994, Ochirbat a entrepris des visites officielles en Asie du Sud et du Sud-Est, signé des accords de coopération avec l'Inde et le Laos et obtenu une aide financière de la Thaïlande pour faire face à la crise de pénurie alimentaire. Ochirbat a été le premier dirigeant mongol à se rendre officiellement aux États-Unis, ainsi que le premier chef d'État mongol depuis 30 ans à se rendre à Pékin, bien que les relations avec la Chine aient souffert à l'automne 1995 lorsque des employés de l'ambassade de Mongolie à Pékin ont découvert des micros électroniques qui étaient probablement en place depuis plus de 10 ans. En dépit des protestations de la Chine, la Mongolie reçut la visite du 14e dalaï-lama,.
Punsalmaagiin Ochirbat se présenta à nouveau aux élections présidentielles de mai 1997, mais il se trouva confronté à une population mongole mécontente des bouleversements économiques causés par le rythme rapide des réformes. Le pays était en proie à un chômage élevé, à une inflation de 30 %, à des pénuries généralisées de denrées alimentaires et d'énergie et à un PIB en baisse. Selon la Banque mondiale, un tiers de la population vivait dans la pauvreté. Avec seulement 29 % des voix, Ochirbat perdit l'élection face au président du MPRP, Natsagiin Bagabandi, qui s'était engagé à essayer de ralentir les réformes radicales du gouvernement.
Après les élections, Punsalmaagiin Ochirbat a quitté la politique mongole et a fondé la « Fondation Ochirbat », une organisation non gouvernementale à but non lucratif qui se concentrait sur la réduction de la pauvreté et l'autosuffisance, les programmes environnementaux et éducatifs. En 2000, il est devenu directeur du Centre pour l'écologie et le développement durable de l'université mongole des sciences et technologies. En 2005, il a été nommé membre de la Cour constitutionnelle de Mongolie et reconduit dans ses fonctions en 2010.
Punsalmaagiin Ochirbat est décédé le 17 janvier 2025, à l'âge de 82 ans, à Oulan-Bator en Mongolie.